# 1969年居銮水灾
1969年居銮水灾，是指发生在1969年12月10日，马来西亚居銮市的特大水灾，此次水灾是居銮历史上最严重的水灾，造成惨重人命丧亡和难以估计的财物损失。

## 起因
随着明吉摩河上游和河道两岸的不断开发，造成河床日浅，河岸低洼地区经常遇雨成灾。

## 灾情
|                                | 灾情最严重的地区，要数峇卡三巴、豆沙路、苏丹娜街以及马来甘榜，市中心区的毛申律下段、张秀科街、甲丹阿末街一片泽国，为开埠以来首次。明吉摩路近天桥处，横贯市区的铁路，水深数尺，柔南铁道交通暂告断绝。 |
| ——采访水灾的报界通讯记者何权辉 | |

当时两日豪雨造成柔佛州多地水患，其中居銮灾情最为惨重。居銮灾情最严重的地区是峇加三巴路、叶陶沙路、苏丹娜路和甘榜马来由一带。叶陶沙路木桥被洪水冲断，丰盛港路四英里处被水冲毁，峇株路四英里处路面陷落，导致居銮与外界的交通一度中断。水势涨至最高点时，明吉摩河边住屋水高八英尺至十英尺。洪水冲毁丰盛港路大桥旁的大水管，居銮市区因此制水，部分电流供应也被关闭。由于水灾突发时有不少灾区居民来不及逃生被困在木屋内，后来连同木屋被洪水冲走。此水灾是居銮经历开埠后最大的一场洪水浩劫，造成惨重人命丧亡和难以估计的财物损失。

## 政府回应
1969年12月14日，时任首相东姑阿都拉曼抵达居銮评估水灾造成的损失，并在难民中心与灾民交谈了约90分钟。

## 纪念
2012年11月20日，Youtube频道“mak8228”上传一个标题为“Kluang Flood 1969 居銮大水灾”影片，详细回顾水灾期间所拍摄到的珍贵照片。
2013年12月10日至15日，居銮福建会馆总务辜天锡在居銮中华公会二楼礼堂举行居銮最大型的历史图片展，主题为《1969年12月10日大水灾44周年回顾》，附带《居銮人对水的爱与恨》。图片展里收集不少水灾的珍贵镜头，并邀请多名当年身历水灾现场的人士现身说法。参观人数达到2千人。
2015年1月11日，居銮福建会馆耗费3年打造“居銮历史文物馆”。以相片为主的文物馆呈献了居銮早期街景、新村风貌及历史记载，例如紧急法令时期、当地华教发展史及1969年大水灾。居銮福建会馆总务辜天锡接受《东方日报》访问时说：“居銮这个城市看似平静和乐，其实蕴藏了凄苦及辛酸的泪影，不得40岁以下的年轻人所知。譬如，居銮在1969年12月10日遭洪水肆虐，浸没数千座房屋，水位高达9尺，整个居銮像茫茫大海一样，水流湍急，甚至打起了浪花。”